# فينتشنزو ألبانيز
فينتشنزو ألبانيز (بالإيطالية: Vincenzo Albanese)‏ هو دراج إيطالي، ولد في 12 نوفمبر 1996 في Oliveto Citra ‏ في إيطاليا.

## وصلات خارجية
- فينتشنزو ألبانيز على موقع الاتحاد الدولي للدراجات (الإنجليزية)
- فينتشنزو ألبانيز على موقع أرشيف الدراجات (الإنجليزية)
- فينتشنزو ألبانيز على موقع إحصائيات الدراجات الإحترافية (الإنجليزية)
- فينتشنزو ألبانيز على موقع نسبة الدراجات (الإنجليزية)
- فينتشنزو ألبانيز على موقع CycleBase (الإنجليزية)